# لاين فيسي
لاين فيسي هي بحيرة متوسطة الحجم تقع في فنلندا الوسطى في منطقة مستجمعات المياه الرئيسية كيميجوكي. وهي تقع في بلدية ساري جيرفي. بالقرب من البحيرة تقع قرية لاين فيسي.